# Парламентські вибори в Естонії 1926
Парламентські вибори пройшли в Естонії в період з 15 по 17 травня 1926. До виборів був змінений виборчий закон Естонії з метою створення більшої стабільності, що ввів систему обмежень та мінімальний виборчий поріг, для якого необхідно було набрати достатню кількість голосів для отримання двох місць у парламенті.

## Результати
| Партія                                                                     | Голоси  | %    | Місця | +/– |
| -------------------------------------------------------------------------- | ------- | ---- | ----- | --- |
| Естонська соціалістична робоча партія                                      | 119 914 | 22,9 | 24    | ▲4  |
| Асоціація фермерів                                                         | 111 960 | 21,4 | 23    | —   |
| Партія поселенців                                                          | 70 702  | 13,5 | 14    | ▲10 |
| Естонська лейбористська партія                                             | 64 648  | 12,3 | 13    | ▲1  |
| Естонська народна партія                                                   | 38 824  | 7,4  | 8     | —   |
| Естонська робітнича партія                                                 | 30 339  | 5,8  | 6     | ▼4  |
| Християнська народна партія                                                | 28 133  | 5,4  | 5     | ▼3  |
| Російська партія                                                           | 17 474  | 3,3  | 3     | ▼1  |
| Німецько-Балтійська партія                                                 | 13 278  | 2,5  | 2     | ▼1  |
| Поміщицька партія                                                          | 12 355  | 2,4  | 2     | —   |
| Загальдержавний союз домовласників та інших захисників приватної власності | 6 692   | 1,3  | —     | ▼1  |
| Націонал-ліберальна партія                                                 | 4 854   | 0,9  | —     | ▼4  |
| Союз робітників                                                            | 3 704   | 0,7  | —     | —   |
| Союз селян                                                                 | 603     | 0,1  | —     | —   |
| Недійсні                                                                   | 3 421   | —    | —     | —   |
| Разом                                                                      | 526 901 | 100  | 100   | 0   |
| Явка                                                                       | 715 783 | 73,6 | —     | —   |
| Джерело: Nohlen & Stöver                                                   |         |      |       |     |

## Джерело
- III Riigikogu valimised : 15.-17. mail 1926 / Riigi Statistika Keskbüroo = Élections au parlement: de 15.-17. mai 1926 / Bureau Central de Statistique de l'Estonie — Tallinn: Riigi Statistika Keskbüroo, 1927 (Tallinn: Riigi trükikoda)